# Liste des châteaux de Tarn-et-Garonne
Cet article recense de manière non exhaustive les châteaux (de défense ou d'agrément), maisons fortes, mottes castrales, situés dans le département français de Tarn-et-Garonne. Il est fait état des inscriptions et classements au titre des monuments historiques.

## Liste
| Icône            | Signification    | Abréviations             | Abréviations                  | Abréviations             | Abréviations           |
| ---------------- | ---------------- | ------------------------ | ----------------------------- | ------------------------ | ---------------------- |
| Château fort     | Château fort     | = Bastide                | = Ferme fortifiée             | = Maison forte           | = (Néo-)Palladianisme  |
| Renaissance      | Renaissance      | = Château gascon         | = Folie (montpelliéraine)     | = Manoir, Gentilhommière | = Résidence épiscopale |
| Domaine viticole | Domaine viticole | = Classicisme, classique | = Forteresse, fort(ification) | = Maison (noble)         | = Style Beaux-Arts     |
| Palais           | Palais           | = Commanderie            | = Gothique (flamboyant)       | = Néo-baroque            | = Style Second Empire  |
| Ruine ou disparu | Ruine, disparu   | = Château pinardier      | = Hôtel particulier           | = Néo-classique          | = Style italianisant   |
|                  |                  | = Demeure seigneuriale   | ... = Style Louis XII...XVI   | = Néo-gothique           | = Style troubadour     |
|                  |                  | = Éclectisme             | = Logis (seigneurial)         | = Néo-Renaissance        | = Villa (de Nice)      |
| Baroque, rococo  | Baroque, rococo  | = Édifice religieux      | = Motte castrale/féodale      | = Pavillon de chasse     | = Styles du XXe siècle |

| Type                                         | Château                                                                | Commune                   | Protection                               | Notes                | Coordonnées                 | Illustration |
| -------------------------------------------- | ---------------------------------------------------------------------- | ------------------------- | ---------------------------------------- | -------------------- | --------------------------- | ------------ |
| Manoir, gentilhommière                       | Château d'Arailh (de Fourcaran)                                        | Savenès                   | Inscrit MH (2021) · Notice no PA82000048 | XVIIe siècle         | 43° 49′ 50″ N, 1° 12′ 07″ E |              |
| Classicisme, classique                       | Château d'Ardus                                                        | Lamothe-Capdeville        | Inscrit MH (1971) · Notice no PA00095769 | XVIIIe siècle        | 44° 04′ 30″ N, 1° 22′ 20″ E |              |
|                                              | Château d'Auty                                                         | Auty                      |                                          |                      |                             |              |
|                                              | Château de Belpech                                                     | Varen                     |                                          |                      |                             |              |
| Château fort · Renaissance                   | Château de Bioule                                                      | Bioule                    | Classé MH (1991) · Notice no PA00095708  | XIVe et XVIe siècles | 44° 05′ 20″ N, 1° 32′ 20″ E |              |
|                                              | Château de Blauzac                                                     | Vazerac                   |                                          |                      |                             |              |
|                                              | Château de Bouillac                                                    | Bouillac                  |                                          |                      |                             |              |
|                                              | Château de Boutary                                                     | Montech                   |                                          |                      |                             |              |
|                                              | Château de Bruniquel                                                   | Bruniquel                 |                                          |                      |                             |              |
|                                              | Château de Cambayrac                                                   | Castanet                  |                                          |                      |                             |              |
|                                              | Château de Cas                                                         | Espinas                   |                                          |                      |                             |              |
|                                              | Château de Castelferrus                                                | Castelferrus              |                                          |                      |                             |              |
|                                              | Château du Clau                                                        | Labastide-Saint-Pierre    |                                          |                      |                             |              |
|                                              | Château de Cornusson                                                   | Parisot                   |                                          |                      |                             |              |
| Ruine ou disparu                             | Château de Glatens                                                     | Glatens                   |                                          |                      |                             |              |
|                                              | Château de Goudourville                                                | Goudourville              |                                          |                      |                             |              |
|                                              | Château de Gramont                                                     | Gramont                   |                                          |                      |                             |              |
|                                              | Château de Labarthe                                                    | Labarthe                  |                                          |                      |                             |              |
|                                              | Château abbatial de Larrazet                                           | Larrazet                  |                                          |                      |                             |              |
| Motte castrale ou féodale · Ruine ou disparu | Château de Lesparre                                                    | Montfermier               |                                          | motte féodale        |                             |              |
|                                              | Château de Mansonville                                                 | Mansonville               |                                          |                      |                             |              |
|                                              | Château de Marsac                                                      | Marsac                    |                                          |                      |                             |              |
|                                              | Château de Mondésir (Château de Caylus)                                | Caylus                    |                                          |                      |                             |              |
|                                              | Château de Montauriol                                                  | Montauban                 |                                          |                      |                             |              |
|                                              | Château de Monteils                                                    | Monteils                  |                                          |                      |                             |              |
| Château fort                                 | Château fort de Montgaillard                                           | Montgaillard              |                                          |                      |                             |              |
|                                              | Château de Montricoux                                                  | Montricoux                |                                          |                      |                             |              |
| Château fort · Ruine ou disparu              | Château de Nègrepelisse                                                | Nègrepelisse              | Inscrit MH (1989) · Notice no PA00095910 | XIIIe siècle         | 44° 04′ 37″ N, 1° 31′ 25″ E |              |
| Ruine ou disparu                             | Château de Pechrodil                                                   | Varen                     |                                          |                      |                             |              |
|                                              | Château de Piquecos                                                    | Piquecos                  |                                          |                      |                             |              |
|                                              | Château de la Reine Margot                                             | Verdun-sur-Garonne        |                                          |                      |                             |              |
|                                              | Château de Reyniès                                                     | Reyniès                   |                                          |                      |                             |              |
| Ruine ou disparu                             | Château à La Roque de Loze                                             | Loze                      |                                          |                      |                             |              |
|                                              | Château de Saint-Clair                                                 | Saint-Clair               |                                          |                      |                             |              |
| Domaine viticole                             | Château Saint-Louis                                                    | Labastide-Saint-Pierre    |                                          |                      | 43° 54′ 02″ N, 1° 20′ 57″ E |              |
|                                              | Château de Saint-Nicolas-de-la-Grave (Château de Richard-Cœur-de-Lion) | Saint-Nicolas-de-la-Grave |                                          |                      |                             |              |
|                                              | Château Saint-Roch                                                     | Le Pin                    |                                          |                      |                             |              |
|                                              | Château de la Salle de Savenès                                         | Savenès                   |                                          |                      |                             |              |
|                                              | Château Souloumiac                                                     | Saint-Nauphary            |                                          |                      |                             |              |
|                                              | Château de Terrides                                                    | Labourgade                |                                          |                      |                             |              |